# Истобное (Белгородская область)
Исто́бное — село в Губкинском городском округе Белгородской области, центр Истобнянской территориальной администрации, куда входят 3 населённых пункта: село Истобное, хутора Богомолье и Сакменка.

## История
Основано в 1623 году. Название села произошло, по некоторым данным, от старинного русского слова «истьба (истба, истобина)» — изба. Во времена существования Белгородской черты «на бывшем татарском перелазе» был построен «Истобный острожек» — огороженная дубовой стеной территория и перед острожком на речном берегу — «частик в колодах» на 214 саженях. В окрестностях Истобного берут начало, исток 5 речек: приток Нежеголи Корочка, приток Оскола Орлик, Сейм и Донская Сеймица с Ольшанкой.
В 1849 г. на средства прихожан была построена Георгиевская однопристольная церковь с колокольней. При ней была открыта школа. К 1907 г. в селе было уже 3 школы: I мужская (58 учащихся), II женская (52 ученицы) и церковно-приходская (24 учащихся).
К началу XX в. в селе было 2 кирпичных завода, 20 ветряных мельниц, 1 механическая (паровая) мельница, 4 маслобойки, 3 крупорушки.
В феврале 1918 г. в Истобном создан сельский совет.
Коллективизация в Истобном началась в 1928 г. Были созданы колхозы: «По пути Ильича» и «Красная Нива». В 1935 г. в Истобнянском сельском совете действовали колхозы: «Загорное», «Политотдел», «Новая жизнь», «Красная Нива», «Заря», колхоз им. Сталина.
К 1932 г. в Истобном оставалось 430 жителей, оно было центром сельсовета (3 населённых пункта) в Скороднянском районе.
Летом 1942 г. Истобнянское поселение было оккупировано, а 5 февраля 1943 г. в результате Воронежско-Касторенской наступательной операции были освобождены территории нынешних Старооскольского и Губкинского городских округов.
Осенью 1943 г. в Истобном открыли школу. Началась работа по восстановлению сельского хозяйства.
В 1955 г. из 6 колхозов Истобнянсного сельсовета образовано два — колхоз им. Сталина и колхоз им. Калинина.
В 1961 г. колхоз им. Сталина переименован в колхоз им. XXII партсъезда.
12 января 1965 г. Указом Президиума Верховного Совета РСФСР был образован Губкинский район, в его состав вошли Боброводводворский и часть Скороднянского районов и в их составе — Истобнянский сельский совет.
В ноябре 1966 г. на территории колхоза им. XXII партсъезда под управлением Белгородского совхозо-колхозного объединения «Птицепром» была построена птицеферма. С 1974 г. птицеферма была переведена на самостоятельный баланс и получила название Птицефабрика «Губкинская». В 1992 г. предприятие преобразовано в акционерное общество закрытого типа «Загорье».
В 1975 году в центре села открыт памятник воинам-землякам, не вернувшимся с войны. В память о каждом 480 погибшем воине-односельчане в сквере посажено дерево.
В 1980 г. построено новое здание Истобнянской средней школы.
С 1978 по 1987 гг. к селу подведена дорога с твёрдым покрытием.
20 октября 1993 г. Истобнянский сельский Совет реорганизован в Истобнянский административный сельский округ.

## Инфраструктура
Истобное — село с развитой инфраструктурой. В селе функционируют: средняя школа, 2 детских сада, Дом культуры, музыкальная школа, библиотека, почта, отделение Сбербанка, амбулатория, 6 магазинов, 1 кафе, базовые хозяйства ОАО «Загорье» и ООО «Русагро-Инвест». Село газифицировано, электрифицировано, действует водоснабжение, телефонная сеть и Интернет. Дороги асфальтированы, действует автобусное сообщение с районным центром.
10 ноября 2016 года в селе открылся центр врачей общей практики, в котором будет обслуживаться более трёх тысяч жителей Истобнянской, Коньшинской и Юрьевской сельских территорий.

## Праздники
День села отмечается 16 ноября — престольный праздник во имя Святого Великомученика Георгия Победоносца.

## Население
В 1979 г. в Истобном насчитывался 1691 житель, в 1989 г. — 1610 человек (702 муж. и 908 жен.), в 1997 г. — 1600 жителей.
| 2002 | 2010  | 2011  | 2013  | 2015  | 2016  |
| ---- | ----- | ----- | ----- | ----- | ----- |
| 1571 | ↘1515 | ↘1514 | ↘1510 | ↗1512 | ↘1478 |